# Sjätte minröjningsavdelningen
Sjätte minröjningsavdelningen (6. mröjA) eller 6. minröjningsavdelningen, var en minröjningsavdelning inom svenska marinen som verkade i olika former åren 1959–1993. Förbandsledningen var förlagd i Munkedalsbergen i Munkedal.

## Historik
Sjätte minröjningsavdelningen bildades 1959 och övertog i fredsorganisationen den roll som den avvecklade Göteborgseskadern hade haft. Sjätte minröjningsavdelningen kom att vara förlagd till Munkedalsbergen i Munkedal och till Gullmarsbasen i Skredsvik. Under sommaren 1993 började Kustflottans minfartyg och minröjningsförband sammanföras till ett nytt förband, vilket från den 1 juli 1994 blev 2. minkrigsavdelningen, vilken hade sin hemmabas i Gullmarsbasen och Musköbasen.

## Ingående enheter

### 1959
Under minröjningsavdelningens första år bestod förbandet av stab i Munkedal.
- 61. minröjningsflottiljen baserad i Grebbestadsbasen (GraB): HMS Örskär (62), HMS Koster (63), HMS M17, HMS M18, HS 661–HV 666, BV 661–BV 663
- 62. minröjningsflottiljen baserad i Lysekil: HMS Orust (M41), HMS Tjörn (M42), HMS Hanö (M51), HMS Tärnö (M52), HS 651–HS 656, BV 654–BV 656
- 63. minröjningsflottiljen baserad vid Marstrandsbasen (MarB): HMS Kullen (64), HMS Vinga (65), HMS M19, HMS M20, HS 641–HS 646, BV 651–BV 653
- 65. minröjningsflottiljen baserad i Åmål: Hv 611, HS 671 – HS 676, HS 681 – HS 686, BV 664 – BV 666

### 1971
Under 1971 bestod Sjätte minröjningsavdelningen av nedan flottiljer och fartyg och med HMS Utö (M56) som stabsfartyg.
- 21. minröjningsflottiljen
  - 212. minsvepardivisionen: HMS Arkö (M57), HMS Spårö (M58), HMS Blidö (M68)
  - 213. minsvepardivisionen: HMS Tärnö (M52), HMS Tjurkö (M53), HMS Sturkö (M54)
  - 214. minsvepardivisionen: HMS Gillöga (M47), HMS Rödlöga (M48), HMS Svartlöga (M49)
- 41. minröjningsflottiljen
  - 412. minsvepardivisionen: HMS Skaftö (M62), HMS Aspö (M63), HMS Hasslö (M64)
  - 414. minsvepardivisionen: HMS Orust (M41), HMS Tjörn (M42), HMS Hisingen (M43)
  - 415. minsvepardivisionen: HMS Blackan (M44), HMS Dämman (M45), HMS Galten (M46)

### 1989
- 6.minröjningsavdelningen: lagfartyg HMS Utö (M56)
  - 211. minröjningsdivisionen: minröjningsfartyg HMS Kullen (M74), HMS Vinga (M75), HMS Ven (M76), minsveparna HMS Nämdö (M67), HMS Blidö (M68).
  - 411. minröjningsdivisionen: minröjningsfartygen HMS Arholma (M72), HMS Koster (M73).
  - 61. minröjningsflottiljen: 
    - 616. minsvepardivisionen: minsveparna HMS Gåssten (M31), HMS Norsten (M32), HMS Viksten (M33), HMS Gillöga (M47)
- 1. röjdykardivisionen: minsveparna HMS Hisingen (M43), HMS Blackan (M44), HMS Dämman (M45), HMS Galten (M46), HMS Arkö (M57).
  - 121. skoldivisionen: minsveparna HMS Tjurkö (M53), HMS Ornö (M55), HMS M21,  HMS M22,  HMS M23,  HMS M24,  HMS M25,  HMS M26.
  - Provturskommando: minröjningsfartyget HMS Landsort (M71) och minsveparen HMS Skaftö (M62)

## Heraldik och traditioner
Under 1970-talet infördes valspråket Prudentia et constantia ("Förstånd och uthållighet") för 6. minröjningsavdelningen. I vår tid så förs valspråket vidare av 42. minröjningsdivisionen vid Fjärde sjöstridsflottiljen.

## Förbandschefer
Förbandschefen titulerades avdelningschef och hade tjänstegraden kommendör.

- 1959–197?: ???
- 197?–197?: Karl Andersson
- 1982–1983: Dick Börjesson
- 1983–1987: ???
- 1987–1989: Thomas Lundvall
- 1989–1993: ???

## Namn, beteckning och förläggningsort
| 6. minröjningsavdelningen | 1959-??-?? | – | 1993-06-30 |

| 6. mröjA | 1959-??-?? | – | 1993-06-30 |

| Munkedal/Skredsvik | 1959-??-?? | – | 1993-06-30 |